# Ozero Ostrovtsy
Ozero Ostrovtsy (ryska: Озеро Островцы) är en sjö i Belarus, på gränsen till Ryssland. Den ligger i den norra delen av landet, 250 km nordost om huvudstaden Minsk. Ozero Ostrovtsy ligger 143 meter över havet. Arean är 0,25 kvadratkilometer. Den sträcker sig 1,1 kilometer i nord-sydlig riktning, och 0,5 kilometer i öst-västlig riktning.
I omgivningarna runt Ozero Ostrovtsy växer i huvudsak blandskog. Runt Ozero Ostrovtsy är det glesbefolkat, med 13 invånare per kvadratkilometer.